# Sienna Green
Sienna Rose Green (North Sydney, 1 de novembro de 2004) é uma jogadora de polo aquático australiana.

## Início da vida
Green nasceu em North Sydney, Austrália, e é judia. Ela é filha dos ex-jogadores de polo aquático Tessa e Antony Green; seu pai representou a Austrália nos Jogos Macabeus de 1989 (ganhando uma medalha de bronze) e nos Jogos Macabeus de 1993 em Israel. Ela tem uma irmã mais velha, Allie, e um irmão mais velho, Zac (que jogou pelo time australiano masculino de polo aquático sub-18 e joga polo aquático como zagueiro pela UC Santa Barbara). Ela se interessou pelo polo aquático aos nove anos, pois o via como uma combinação de seus dois esportes favoritos, natação e basquete.
Ela cursou o ensino médio na SCEGGS Darlinghurst em Sydney e mora em Mosman, Austrália.

## Carreira
Green jogou pelo University of Sydney Water Polo Club (os Lions). Com eles, ela venceu a competição U18 Australian Nationals em 2020 e um título da Australian Water Polo League (KAP7 Cup) em 2021.
Ela jogou em 2023 como zagueira central pela Universidade da Califórnia, Los Angeles, marcando 39 gols em 29 jogos do time. O time chegou às semifinais da NCAA, onde perdeu para a Universidade de Stanford, que venceu o campeonato nacional. Green foi nomeada pela Association of Collegiate Water Polo Coaches (ACWPC) All-American (Menção Honrosa 2023), Mountain Pacific Sports Federation (MPSF) All-Newcomer Team (2023) e ACWPC All-Academic (Excelente 2023).
Nos Jogos Olímpicos de Verão de 2024, em Paris, conquistou a medalha de prata no torneio feminino do polo aquático, após confronto na final contra a equipe espanhola.